# Stadion lekkoatletyczny im. Lubuskich Olimpijczyków w Gorzowie Wielkopolskim
Stadion lekkoatletyczny im. Lubuskich Olimpijczyków w Gorzowie Wielkopolskim – kompleks stadionów lekkoatletycznych w Gorzowie Wielkopolskim.

## Położenie
Kompleks położony jest przy ulicach Krasińskiego, Mickiewicza i Wyszyńskiego w Gorzowie Wielkopolskim, w północnej części miasta, nad rzeką Kłodawką, która oddziela stadion główny (tzw. część dolną) od stadionu treningowego (tzw. części górnej). Obiekt od północy okala nasyp z dwupasmową Aleją ks. Witolda Andrzejewskiego, od wschodu ulica Wyszyńskiego (która stanowi część drogi wojewódzkiej nr 151) wraz z zabudową mieszkalną i Komendą Wojewódzką Państwowej Straży Pożarnej, od południa zabudowa mieszkalna ulicy Krasińskiego oraz ulica Mickiewicza, a od zachodu zabudowa mieszkalna ulicy Mieszka I oraz koryto Kłodawki wzdłuż ulicy Dąbrowskiego.

## Historia

### Historia części dolnej

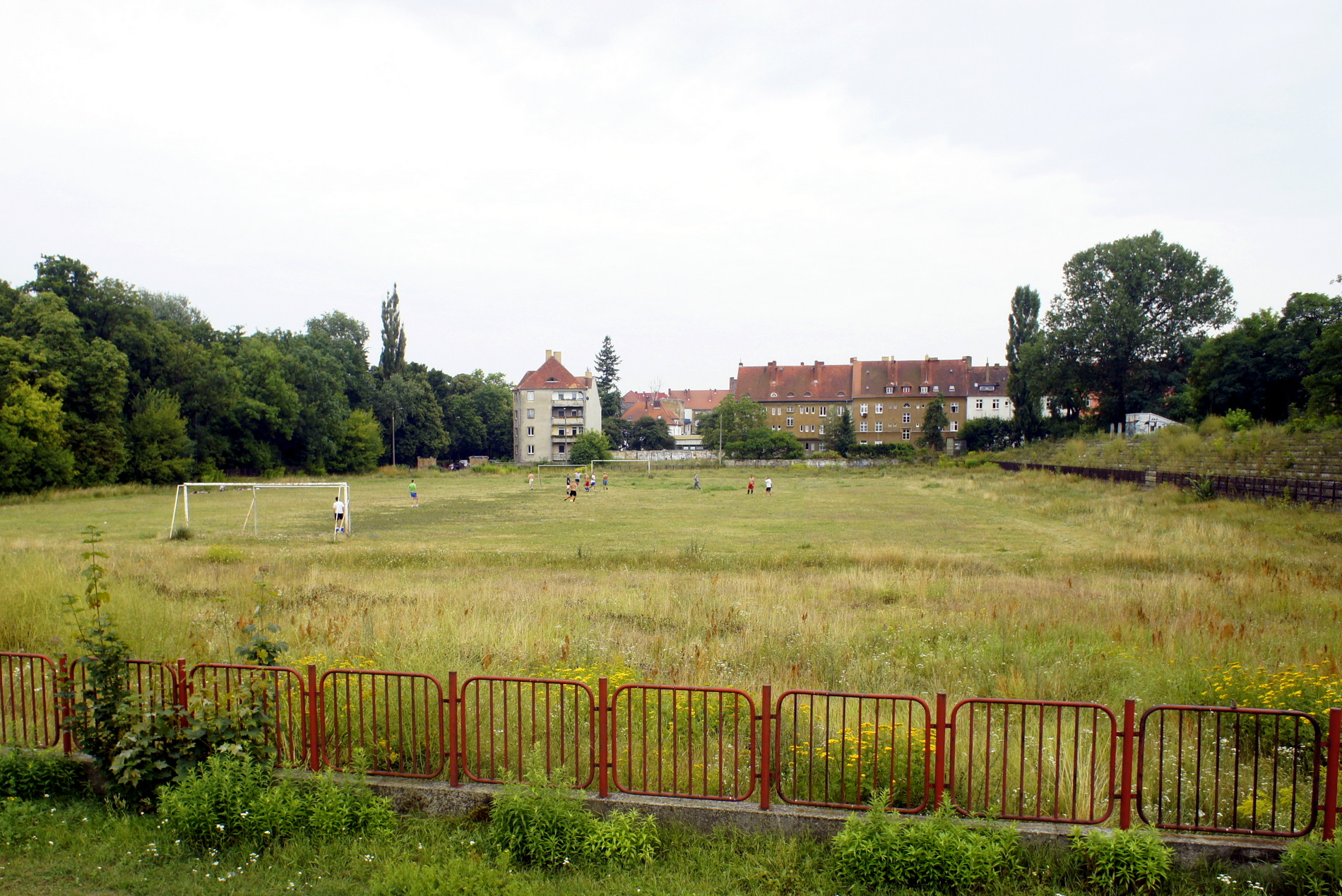
Stadion Warty przed przebudową (2013)

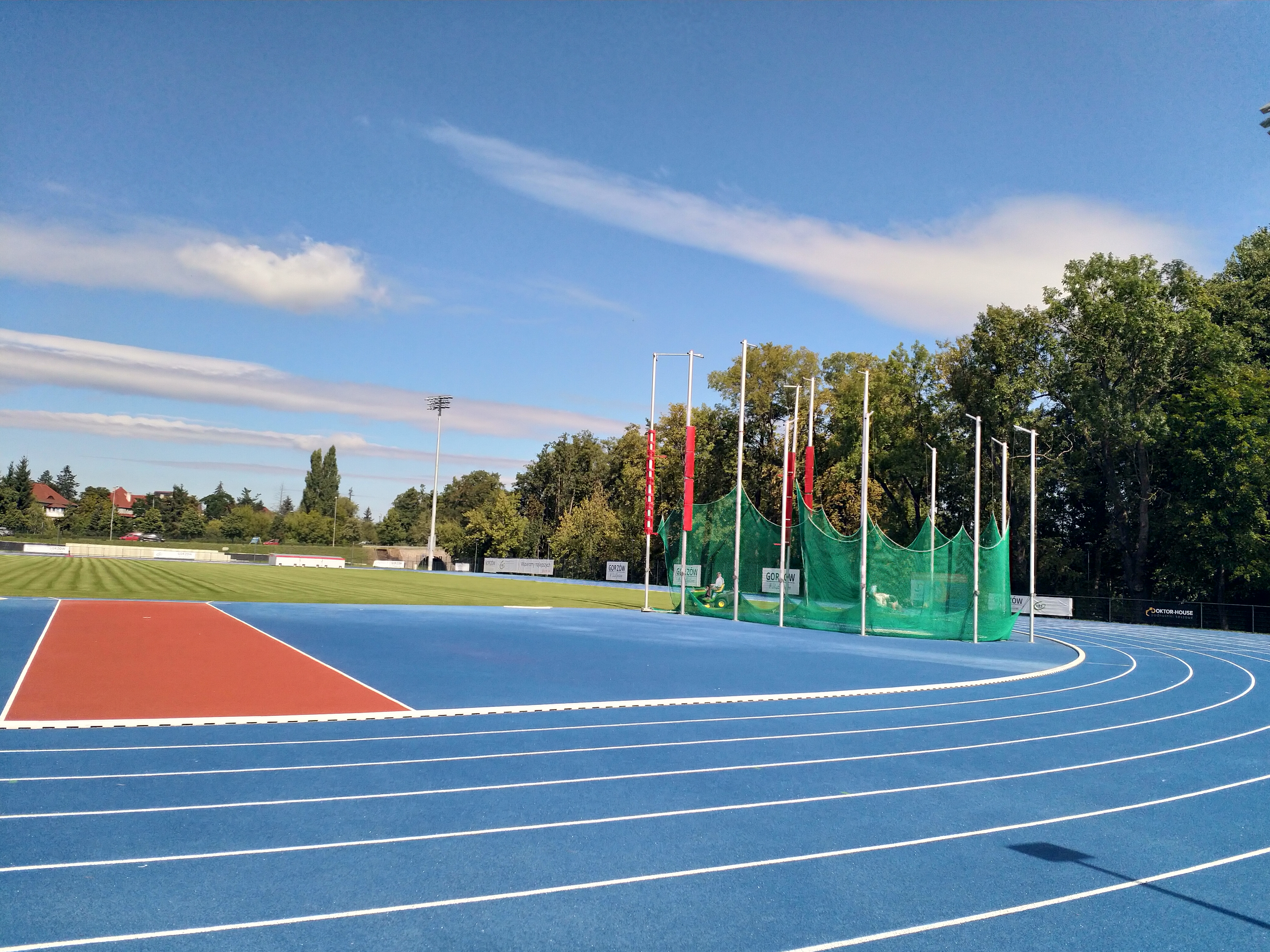
Stadion po przebudowie (2023)

Stadion w części dolnej powstał w latach 20. XX wieku jako stadion piłkarski, a po II wojnie światowej użytkowany był przez Armię Czerwoną, by pod koniec lat 50. XX wieku stać się obiektem macierzystym klubu Warta Gorzów Wielkopolski i zostać w późniejszych latach poddanym przebudowie. W sezonie 1957 Warta Gorzów Wielkopolski rozegrała tutaj mecz z Kujawiakiem Włocławek, który był jednym z meczów barażowych o awans do II ligi. Warta wygrała 2:0, a mecz przyciągnął 4000 widzów, co pozostaje rekordem frekwencji obiektu. W 1962 roku rozegrano tu jeden z meczów finałowych, a w 1963 roku jeden z finałów Pucharu Polski na szczeblu województwa zielonogórskiego z lat 1950–1975. W sezonie 1962/1963 Pucharu Polski na szczeblu centralnym Warta Gorzów Wielkopolski zagrała tutaj w I rundzie z Polonią Bydgoszcz – gospodarze przegrali 1:3, a mecz przyciągnął 1000 widzów. Z kolei w sezonie sezonie 1963/1964 Warta zmierzyła się tu z Lechem Poznań w 1/32 finału, mecz zakończył się porażką gospodarzy 1:3. Ze względu na zawieszenie działalności przez klub Warta w 2002 roku, stadion był opuszczony, aż do momentu reaktywacji Warty w 2008 roku.

### Historia części górnej
Stadion w części górnej został zbudowany w latach 80. XX wieku jako stadion lekkoatletyczny ówczesnego Zamiejscowego Wydziału Wychowania Fizycznego (współcześnie Zamiejscowego Wydziału Kultury Fizycznej) w Gorzowie Wielkopolskim poznańskiej AWF. Pozostawał on własnością uczelni aż do roku 2013, kiedy to został przejęty przez miasto w zamian za dofinansowanie Zamiejscowego Wydziału Kultury Fizycznej kwotą 7 mln zł.

### Przebudowa
W styczniu 2021 roku ruszyła gruntowna przebudowa stadionu piłkarskiego Warty, która skończyła się w czerwcu 2022 roku. W jej wyniku w części dolnej powstała ośmiotorowa, tartanowa bieżnia w kolorze niebieskim wraz z infrastrukturą lekkoatletyczną, boisko trawiaste do piłki nożnej o wymiarach 96 m x 61 m (przed przebudową 105 m x 65 m), cztery maszty z oświetleniem oraz nowa trybuna z ponad 900 krzesełkami. Dotychczasowy obiekt lekkoatletyczny w części górnej również przeszedł modernizację i stał się obiektem treningowym. Kompleks po przebudowie został oficjalnie otwarty 16 września 2022 roku. Pomimo stania się własnością miasta obiekt nadal wykorzystywany jest on na potrzeby zajęć dydaktycznych dla studentów ZWKF. Wbrew oczekiwaniom klubu piłkarskiego Warta, po przebudowie stadion nie został natomiast udostępniony dla potrzeb klubu, skutkując koniecznością korzystania przez klub ze stadionu piłkarskiego Ośrodka Sportu i Rekreacji w Gorzowie Wielkopolskim.
Polski Związek Lekkiej Atletyki wybrał kompleks stadionów w Gorzowie Wielkopolskim na gospodarza 99. edycji mistrzostw Polski w lekkiej atletyce w 2023 roku.